# Diecezja Shimoga
Diecezja Shimoga – diecezja rzymskokatolicka w Indiach. Została utworzona w 1988 z terenu archidiecezji Bangalore i diecezji Chikmagalur.

## Ordynariusze
- Ignatius Paul Pinto (1988 - 1998)
- Gerald Isaac Lobo (1999 - 2012)
- Francis Serrao, S.J., od 2014